# Stauropides persimilis
Stauropides persimilis là một loài bướm đêm trong họ Noctuidae.